# ATP Challenger Playford City
Das ATP Challenger Playford City (offiziell: City of Playford Tennis International) ist ein Tennisturnier, das seit 2018 jährlich in Playford City, Australien stattfindet. Es gehört zur ATP Challenger Tour und wird im Freien auf Hartplatz gespielt.

## Liste der Sieger

### Einzel
| Jahr                         | Sieger                 | Finalgegner       | Ergebnis  |
| ---------------------------- | ---------------------- | ----------------- | --------- |
| 2024                         | Rinky Hijikata (2)     | Yūta Shimizu      | 6:4, 7:64 |
| 2023                         | James Duckworth (2)    | Coleman Wong      | 7:5, 7:5  |
| 2022                         | Rinky Hijikata (1)     | Riō Noguchi       | 6:1, 6:1  |
| 2020–2021: nicht ausgetragen |                        |                   |           |
| 2019 (2)                     | James Duckworth (1)    | Yasutaka Uchiyama | 7:62, 6:4 |
| 2019 (1)                     | Rogério Dutra da Silva | Mats Moraing      | 6:3, 6:2  |
| 2018                         | Jason Kubler           | Brayden Schnur    | 6:4, 6:2  |

### Doppel
| Jahr                         | Sieger                                  | Finalgegner                     | Ergebnis          |
| ---------------------------- | --------------------------------------- | ------------------------------- | ----------------- |
| 2024                         | Blake Ellis Thomas Fancutt              | Jake Delaney Jesse Delaney      | 6:1, 5:7, [10:5]  |
| 2023                         | Ryan Seggerman Patrik Trhac             | Blake Ellis Tristan Schoolkate  | 6:3, 7:63         |
| 2022                         | Jeremy Beale Calum Puttergill           | Riō Noguchi Yūsuke Takahashi    | 7:62, 6:4         |
| 2020–2021: nicht ausgetragen |                                         |                                 |                   |
| 2019 (2)                     | Harri Heliövaara Patrik Niklas-Salminen | Ruben Gonzales Evan King        | 6:4, 6:74, [10:7] |
| 2019 (1)                     | Max Purcell Luke Saville                | Ariel Behar Enrique López Pérez | 6:4, 7:5          |
| 2018                         | Mackenzie McDonald Tommy Paul           | Maverick Banes Jason Kubler     | 7:64, 6:4         |